# Institute for Historical Review
El Institute for Historical Review (en español, Instituto de Revisión Histórica, abreviado IHR), es una organización con sede en California, Estados Unidos fundada en 1978. Es una institución conocida por publicar artículos y libros que promueven el negacionismo del Holocausto, siendo considerado una pieza fundamental para el movimiento internacional del mismo por muchos investigadores El IHR promueve puntos de vista antisemitas y tiene vínculos con organizaciones neonazis. El Instituto publicó el Journal of Historical Review hasta 2002, pero ahora difunde sus materiales a través de su sitio web y por correo electrónico. En 2009, el director del Instituto, Mark Weber, publicó un artículo en el que cuestionaba la relevancia del "revisionismo del Holocausto" en general, lo que provocó luchas internas en el movimiento.
En 2007, el Channel 4 del Reino Unido describió al RSI como un "organismo pseudoacadémico con sede en los Estados Unidos que se dedica a negar que el Holocausto ocurrió", mientras que el periódico Pittsburgh Post-Gazette calificó al IHR como un "surtido descaradamente antisemita de pseudo-eruditos ". El Southern Poverty Law Center enumera al IHR como un grupo de odio. En un artículo para The Jewish Chronicle, el escritor británico Oliver Kamm describió el IHR como "un organismo pseudo-académico". El negacionista británico del Holocausto David Irving pronunció un discurso en el congreso de la organización en 1983. Irving volvió para hablar en las conferencias del IHR en al menos cuatro ocasiones más, en 1989, 1990, 1992 y 1994.

## Historia
El IHR fue fundado en 1978 por David McCalden, también conocido como Lewis Brandon, un exmiembro del Frente Nacional Británico, y Willis Carto, el jefe del ahora desaparecido Liberty Lobby. Liberty Lobby era una organización antisemita conocida por publicar The Spotlight, ahora reorganizada como American Free Press. Austin App, un profesor de la Universidad de la Salle, quien se le atribuye ser el primer gran negacionista estadounidense del holocausto, inspiró la creación del IRH. McCalden dejó el IHR en 1981. Tom Marcellus se convirtió en su director y Carto perdió el control en 1993, en una lucha de poder interna. Desde 1995, el director del IRH ha sido Mark Weber, quien anteriormente trabajó con la Alianza Nacional, una organización supremacista blanca. Desde que asumió el cargo, Weber ha seguido publicando escritos sobre el Holocausto y la Segunda Guerra Mundial y ha presionado para ampliar el mandato del instituto. Ha sido editor del Journal of Historical Review de la IRH durante nueve años. Actualmente, su principal método para difundir su mensaje es a través de su sitio web IHR Update y lista de correo electrónico.
En la primera conferencia del ihr en 1979, IHR ofreció públicamente una recompensa de 50.000 dólares por "pruebas verificables de que existían Cámaras de gas con el propósito de matar seres humanos en Auschwitz". Este dinero (y $ 40,000 adicionales) se pagó finalmente en 1985 a Mel Mermelstein, un sobreviviente de Auschwitz representado por el abogado de interés público William John Cox, quien demandó al IHR por incumplimiento de contrato por ignorar inicialmente sus pruebas (un testimonio firmado de sus experiencias en Auschwitz). El 5 de agosto de 1985, el juez Robert A. Wenke emitió un juicio basado en la estipulación para entrada de sentencia acordada por las partes el 22 de julio de 1985. El juicio sentenció al IHR y a otros acusados a pagar $90,000 a Mermelstein y a emitir una carta de disculpa al "Sr. Mel Mermelstein, sobreviviente de Auschwitz-Birkenau y Buchenwald, y a todos los otros sobrevivientes de Auschwitz" por el "dolor, angustia y sufrimiento" causado a ellos.
El 4 de julio de 1984, una bomba incendiaria destruyó las oficinas y el almacén del Instituto. Se perdieron miles de libros, casetes y folletos, el 90% de su inventario. Carto no había asegurado las instalaciones ni el stock.
En 1996, el IHR ganó una sentencia de $ 6,430,000 en una demanda contra Carto en la que IHR alegó que Carto desfalcó $ 7,5 millones que se habían dejado a IHR de la herencia de Jean Edison Farrel.
En 2001, Eric Owens, un ex empleado, alegó que Mark Weber y Greg Raven del IHR habían planeado vender sus listas de correo a la Liga Antidifamación o la Iglesia de la Cienciología.
En enero de 2009, Weber, el director del IHR, publicó un ensayo titulado "¿Cuán relevante es el revisionismo del Holocausto?" En él, reconoció la muerte de millones de judíos pero no rechazó por completo el negacionismo del Holocausto, señalando que el mismo había atraído poco apoyo a lo largo de los años: "Ha recibido algo de apoyo en Irán, o lugares por el estilo, pero hasta donde yo sé, no hay un departamento de historia que apoye los escritos de estas personas". En consecuencia, recomendó que se hiciera hincapié en la oposición al "poder judío-sionista", que algunos comentaristas afirman que fue un cambio hacia una posición directamente antisemita.